# Связь в Саратове
Связь в Саратове представлена ведущими российскими операторами мобильной связи. В настоящее время в Саратове используется шестизначная нумерация абонентов. В городе работает несколько операторов фиксированной телефонной связи, 6 операторов сотовой связи стандартов 4G, 3G, GSM, CDMA (МТС, МегаФон, Билайн, Tele2, SkyLink, Yota) и 18 интернет-провайдеров.
Телефонный код Саратова +7 8452.

## История
Открытие городской телефонной станции состоялось в Саратове в 1889 году.

## НТС — Народный Телефон Саратов
НТС (ЗАО «Народный Телефон Саратов») — российская компания, один из региональных операторов сотовой связи Саратовской области.  Учреждена 24 августа 1998 года российской компанией ОАО «Саратовэлектросвязь» и кипрской компанией «Метросвязь Лимитед». В декабре 2002 года ОАО «Саратовэлектросвязь» было реорганизовано и вошло в состав ОАО «ВолгаТелеком». С 1 февраля 2011 года ЗАО «НТС» прекратило оказывать услуги в связи с завершением права пользования радиочастотами стандарта CDMA. В 2006 году постановлением правительства Российской Федерации срок эксплуатации сетей стандарта CDMA-800 был ограничен до 31 декабря 2010 года: диапазон выделялся под сети наземного эфирного цифрового телевидения. До завершения деятельности оператор имел около 30 тысяч абонентов, в их числе — более ста льготников, которым стоимость услуг связи компенсировалась из бюджета. Всем клиентам НТС было предложено перейти на обслуживание в ЗАО «НСС». В апреле 2011 года оператор обратился в Арбитражный суд Саратовской области с заявлением о собственном банкротстве.